# بخش امام حسن
بخش امام حسن (شینیز) یکی از بخش‌های شهرستان دیلم استان بوشهر در جنوب ایران است. مرکز این شهرستان شهر امام حسن است. مردم این بخش به زبان لری لیراوی تکلم می‌کنند. 

## تقسیمات کشوری
- بخش امام حسن
  - دهستان لیراوی جنوبی
  - دهستان لیراوی میانی

شهرها: امام حسن
مرکز دهستان لیراوی جنوبی، شهر (امام حسن) و مرکز دهستان لیراوی میانی، روستای (والفجر) می‌باشد.

## جمعیت
بنابر سرشماری مرکز آمار ایران، جمعیت بخش امام حسن در سال ۱۳۸۵ برابر با ۴۵۰۴ نفر بوده‌است.